# Ernfrid Ahlin
Knut Johan Ernfrid Ahlin, född 24 december 1904 i Kristiania (nuvarande Oslo), död 13 augusti 1969 i Jakobs församling i Stockholm, svensk kompositör och musikförläggare. 
Ahlin anställdes 1927 hos Musikaliska Knuten som musikhandelsmedhjälpare. Han debuterade med kompositionerna Ljusterövalsen och Inga, säg får jag ringa 1929. Hans mest kända komposition är schlagern I min lilla, lilla värld av blommor som ingick i filmen Rännstensungar. Ahlin är begravd på Norra begravningsplatsen utanför Stockholm.

## Filmmusik i urval
- 1952 – Flottare med färg
- 1946 – Ebberöds bank
- 1946 – Kvinnor i väntrum
- 1945 – Trav, hopp och kärlek
- 1944 – Rännstensungar
- 1944 – Sabotage
- 1943 – Ungt blod
- 1943 – I brist på bevis
- 1942 – Halta Lottas krog
- 1942 – Ta hand om Ulla
- 1942 – Gula kliniken
- 1941 – Hemtrevnad i kasern
- 1941 – Uppåt igen
- 1939 – Vi två
- 1938 – Vingar kring fyren
- 1937 – Bleka greven
- 1936 – Janssons frestelse
- 1935 – Smålänningar
- 1932 – Två hjärtan och en skuta
- 1932 – Ett skepp kommer lastat